# Сельский, Роман Юлианович
Роман Юлианович Сельский (укр. Рома́н Юліанович Се́льський; 21 мая 1903, Сокаль — 3 февраля 1990, Львов) — украинский и советский живописец, педагог, профессор. Заслуженный художник Украинской ССР (1982). Народный художник Украинской ССР (1989).

## Биография
Сын юриста и переводчика Юлиана Сельского.
С 18 лет обучался в классе рисования во Львовской художественно-промышленной школе у Казимира Сихульского, с 1922 года — в Краковской академии изящных искусств под руководством Юзефа Мехоффера, позже в мастерской Юзефа Панкевича.
В 1925 году отправился стажироваться в Париж, где познакомился и женился на художнице Маргите Райх. Побывал на Корсике.
Будучи во французской столице вобрал в себя достижения европейской школы живописи конца XIX века, лучшие черты классического европейского искусства, в частности импрессионизма, сконцентрированного в парижских коллекциях и галереях. Здесь же встретился и подружился с художником Николем Глущенко.
В начале 1930-х годов вместе с Павлом Ковжуном, Святославом Гордынским и другими известными художниками Роман Сельский основал Ассоциацию Независимых украинских художников (АНУМ), существовавшую во Львове до сентября 1939 года.
Важным в творчестве Романа Сельского был период конца 1930-х годов, когда он с группой польских художников-модернистов М. Высоцким, О. Ганом, М. Володарским, А. Римером организовал во Львове авангардное художественное общество «АРТЕС» (1929—1935).
С 1947 года преподавал во Львовском институте прикладного и декоративного искусства (ныне Львовская национальная академия искусств). Профессор Роман Сельский возглавлял кафедру живописи института. Среди учеников — Народный художник Украины Франц Черняк.

## Творчество
Автор пейзажей, натюрмортов, тематических картин, портретов, интерьеров, декоративных композиций, аппликаций, гравюр, керамики.

## Избранные картины
- Натюрморт с книгой. 1926
- Натюрморт с каталогом советской выставки. 1926
- Зима. 1929
- Порт в Гели. 1930
- На побережье Геля. 1932
- Двери. 1932
- Лодки в Гели. 1936
- Натюрморт.1944 г.
- Натюрморт с мандолиной. 1944
- Поваленные сосны. 1960
- Дебри. 1968
- Натюрморт. 1968
- Бурелом. 1968
- На веранде. 1970
- Черногора. 1972
- Гуцульский интерьер. 1975
- На пляже. 1976
- Жёлтая занавеска. 1976
- Ракушки. 1978
- Крымское окно. 1981
- Цветы в Дземброни 1983
- Натюрморт с подсвечником. 1983.

Произведения художника хранятся и экспонируются ныне в музеях Киева, Львова, Ивано-Франковска, Коломыи, а также Польши, Канады, США и Франции.